# Die Legende von der Schöpfung
Die Legende von der Schöpfung ist ein Buch von Sadegh Hedayat aus dem Jahre 1930.

## Inhalt
Die Legende von der Schöpfung ist eine Sammlung von drei Kurzgeschichten, nämlich Die Legende von der Schöpfung (Afsâné-je-âfarinesch), Aus dem Busch gekrochen (Kasijé-je-sir-e botté) und Wasser des Lebens (Âb-e sendegi).

### Die Legende von der Schöpfung
Es handelt sich um eine Parodie der Schöpfungsgeschichte. Die Personen sind: Gottvaterow, Gabriel Pascha, Michael Effendi, Raphael Beg und Mulla Uriel. Diese Personen versuchen in selbst vermenschlichter Gestalt Adam zu erschaffen. Aus Frustration über das Nichtstun feiern Adam und Eva ihre Vertreibung aus dem Paradies schließlich als Erfolg.

### Aus dem Busch gekrochen
Weiterhin wird die Entwicklung der Menschheit seit der Vertreibung aus dem Paradies beschrieben. Es kommt zu Kriegen und Aufgabe des Dichters wird es, den Kriegsherren mit hanebüchenen Übertreibungen zu literarischer Unsterblichkeit zu verhelfen. Ein anderer Stamm erfindet den Beruf des Historikers, der dem feindlichen Stamm die göttliche Herkunft abspricht und behauptet, dieser sei aus dem Busch gekrochen. Bald eignet sich der andere Stamm diese Entstehungsgeschichte an.

### Wasser des Lebens
Die Geschichte handelt von einem Vater, der drei Söhne hatte, nämlich Hassanî, Hosseinî und Ahmadak. Als eine Hungersnot ausbricht, schickt dieser alle drei in die Fremde, um Geld zu verdienen. Ahmadak wird von den anderen verprügelt und in einer Höhle versteckt, Hassanî kommt zu einem Hexenhaus, in dem er in einen Brunnen steigen muss. Dort begegnet ihm ein Vogel, der ihn in das Land Sarafschân schickt, das Goldland, das aber seine Bewohner erblinden lässt. Da diese auf einen Propheten warten, der ihr Augenlicht heilt, gibt sich Hassanî als deren Prophet aus. Hossenî kommt in das Land Mâhtâban, das Mondscheinland, in dem alle Menschen taub sind, und auch Hosseinî gibt sich als deren Prophet aus. Ahmadak kommt hingegen in das Land Hamisché-Bahâr, wo das Wasser des Lebens quillt, das von Blindheit und Taubheit und von allem irdischen Besitzstreben erlöst. Ahmadak wird von einem Simurgh dorthin geführt. Da ihm seine Brüder leidtaten, die der Suche nach Reichtum und Ruhm verfallen waren, wollte er ihnen das Wasser des Lebens bringen. Hassanî und Hosseinî verbündeten sich darauf und begannen einen Krieg gegen Hamisché-Bahâr. Dieses gewann den Krieg und erlöste die Bewohner Sarafschâns und Mâhtâbans, worauf diese sich ihrer Propheten entledigten. Ahmadak kehrte zu seinem Vater zurück und heilte ihn mit dem Wasser des Lebens von seiner Blindheit.

## Kritik
„Die Legende von der Schöpfung ist als Satire für das Marionettentheater geschrieben. Sie geht von der mohammedanischen Vorstellung aus – übrigens bis in Einzelzüge der jüdisch-christlichen gar nicht unähnlich –,daß über die Menschen die göttliche Herrschaft gesetzt ist.[…] In diese Welt des Glaubens stellt Hedâjat unvermittelt neuzeitliche Gesichtspunkte der Wissenschaft hinein. So pfuscht der Affe Gott ins Handwerk: er gafft in den Spiegeln und formt den Menschen nach seinem Bilde. Das ist Darwins Lehre in Hedâjâts Schöpfungslegende. Außerdem spiegelt sich in ihr das nationale und soziale Durcheinander des spätfeudalistisch- bourgeoisen Orients wider.“